# Стайцеле
Ста́йцеле (латыш. Staiceleо файле, нем. Staizel) — город в Лимбажском крае Латвии.
Расположен в 130 км от Риги, 62 км от Валмиеры, 45 км от Лимбажи и 30 км от Айнажи. Площадь территории города — 5,16 км².
Стайцеле — город аистов (латыш. stārķis — аист), являющихся главными символами города.

## Достопримечательности
- Гнездо профессора — гнездо, в котором родился символ Стайцеле — аист.
- Экспозиция каменной скульптуры на открытом воздухе. Предлагает возможность ознакомиться с работами известных скульпторов Латвии.
- Памятник видземским ливам — каменная лодка с птицей. Скульптура символизирует пограничный камень латышей, ливов и эстонцев

Памятник видземским ливам

## Транспорт

### Автодороги
Через город проходит региональная автодорога P15 Айнажи — Матиши. Среди местных автодорог значима V163 Мазсалаца — Стайцеле.

### Междугородное автобусное сообщение
Основные маршруты: Стайцеле — Лимбажи — Рига; Стайцеле — Айнажи — Салацгрива; Стайцеле — Алоя — Валмиера.

## Города-побратимы
- Буск (укр. Буськ), Украина
- Комаровце[словац.] (словац. Komárovce), Словакия
- Лука-над-Йиглавой (чеш. Luka nad Jihlavou), Чехия
- Шторков (Марк) (нем. Storkow), Германия